# Caudaal
Caudaal (Latijn: cauda, staart) is de plaatsaanduiding van een lichaamsonderdeel aan de kant van de staart. Het tegenovergestelde van caudaal is bij mensen craniaal en bij dieren rostraal.
superior · inferior · anterior · posterior 

craniaal · rostraal · caudaal 

proximaal · distaal 

ventraal · dorsaal · lateraal · mediaal
coronaal · sagittaal · mediaan · transversaal 

nasaal · temporaal · occipitaal 

contralateraal · ipsilateraal · bilateraal · unilateraal 

afferent · efferent